# جون كير (لاعب كرة قاعدة)
جون كير (بالإنجليزية: John Kerr)‏ هو لاعب كرة قاعدة أمريكي، ولد في 26 نوفمبر 1898 في سان فرانسيسكو في الولايات المتحدة، وتوفي في 19 أكتوبر 1993 في لونغ بيتش في الولايات المتحدة.

## وصلات خارجية
- جون كير على موقعبيزبول رفرنس.كوم (الدوري الرئيسي) (الإنجليزية)
- جون كير على موقعبيزبول رفرنس.كوم (الدوري الثانوي) (الإنجليزية)